# Anna Mae Hays
Anna Mae Hays (Buffalo, 16 febbraio 1920 – Washington, 7 gennaio 2018) è stata una generale statunitense, prima donna nella forze armate statunitensi ad essere promossa al grado di generale, nello specifico quello di brigadier generale.

## Biografia
In seguito al diploma, si iscrisse alla Scuola Ospedaliera Infermieristica di Allentown (Allentown General Hospital School of Nursing), dalla quale si laureò nel 1941. All'inizio del 1942 entrò nel Corpo delle Infermiere dell'Esercito. Lo stesso giorno (11 giugno 1970) in cui Anna Mae Hays è stata promossa brigadier generale, anche Elizabeth P. Hoisington ricevette la stessa promozione.